# Бельгибаев, Есенбай Есенжолович
Есенбай Есенжолович Бельгибаев (каз. Есенбай Есенжолұлы Белгібаев; 16 июля 1942, в селе Байканур, Жездинский район, Карагандинская область, КазССР, СССР) — казахстанский общественный деятель, инженер-механик автодорожной отрасли. Депутат двух созывов - депутат Верховного Совета Республики Казахстан XII созыва (1990 - 1993г.г.), депутат Мажилиса  Парламента Республики Казахстан (1995 - 1999г.г.).

## Биография
Родился 16 июля 1942 года в селе Байканур, Жездинского района, Карагандинской области, в семье рабочего.
Окончил Карагандинский политехнический институт - инженер, .
С 1957 по 1992 год — механик, старший мастер дорожно-строительного треста Кызылординской области, начальник мастерской, начальник управления дорог и автобазы, управляющий трестом, начальник областного автодорожного управления, дорожно-строительного объединения.
С 1990 по 1993 год — депутат Верховного Совета Республики Казахстан XII созыва от Придарьинского избирательного округа № 125 Кзыл-Ординской области.
С 1992 по 1995 год — начальник Республиканского производственного объединения «Казахселезащита».
С 1995 по 1999 год — депутат Мажилиса Парламента Республики Казахстан.
С 1999 по 2002 год - заместитель Председателя Комитета автомобильных дорог Министерства транспорта и коммуникаций РК.
С 2002 по 2005 год начальник Управления строительства автомобильных дорог и инфраструктурного комплекса Жамбылской области.
Указ Президента СССР от 7 сентября 1990 года награждён орденом «Почёта».